# Deserto de Moçâmedes

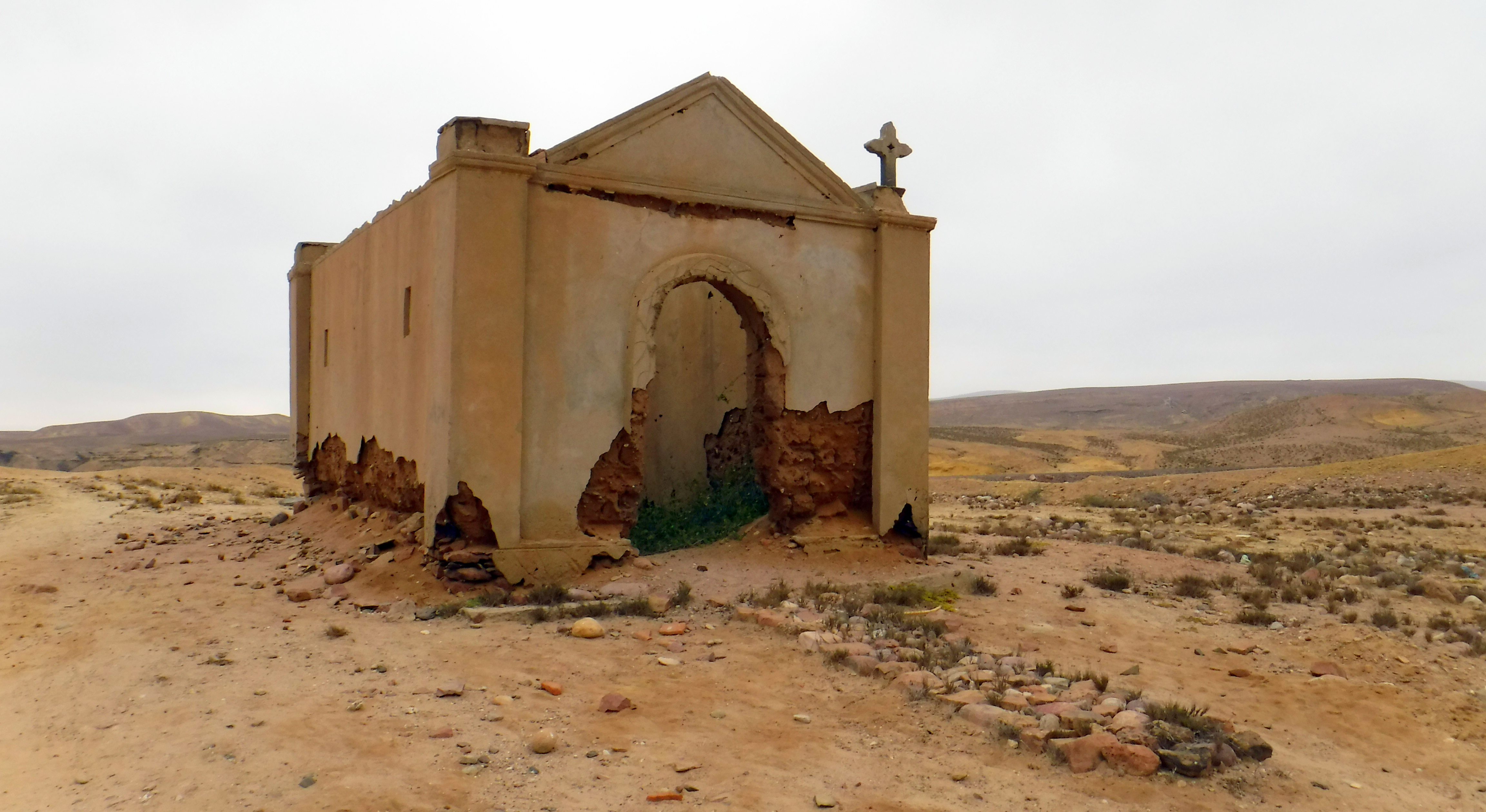
Capela na vila-comuna litorânea de Bentiaba, construção datada de 1894.

O deserto de Moçâmedes, também chamado de deserto planáltico de Moçâmedes e deserto de Bentiaba, é uma zona desértica árida localizada na África Meridional, constituíndo-se como uma zona de transição entre a cordilheira da Chela e o litoral sul de Angola, com cerca de 450 km². Pode ser considerado a extensão mais setentrional do Deserto do Namibe. A região é uma área de planícies de cascalho e plataformas rochosas intercaladas com grandes campos de dunas de areia.
Voltado para o Oceano Atlântico a oeste, o deserto se eleva gradualmente para leste até uma planície semiárida onde crescem acácias e árvores de pau-ferro africanos que confina com a escarpa íngreme da cordilheira da Chela. O nevoeiro frequente e as temperaturas relativamente frias da região são causadas pela corrente de Benguela ao largo da costa. Não há praticamente nenhuma precipitação na superfície do deserto. Nas zonas do município de Moçâmedes, onde está a maior parte do deserto, a pluviosidade anual é inferior a 50 milímetros.
O deserto de Moçâmedes é quase totalmente desabitado; comunidades são encontradas principalmente em pequenas vilas de pescadores na costa. A Welwitschia mirabilis, uma planta única com caule curto e duas folhas gigantescas que pode sobreviver por um século, é endêmica do deserto.